# C10H22
化学式C10H22即癸烷，总共有136种同分异构体，其中结构异构体为75种：

## 直链，1种
- 正癸烷，CAS号：124-18-5

## 主链为壬烷，6种
- 2-甲基壬烷（异癸烷），CAS号：871-83-0
- 3-甲基壬烷 混合CAS号：5911-04-6 
  - (R)-3-甲基壬烷，CAS号：3000-88-2 
  - (S)-3-甲基壬烷，CAS号：40170-48-7
- 4-甲基壬烷，混合CAS号：17301-94-9 
  - (R)-4-甲基壬烷，CAS号：？
  - (S)-4-甲基壬烷，CAS号：40170-48-7
- 5-甲基壬烷，CAS号：15869-85-9

## 主链为辛烷，共29种

### 乙基辛烷，3种
- 3-乙基辛烷，CAS号：5881-17-4
- 4-乙基辛烷（西班牙语：4-etiloctano），CAS号：15869-86-0 
  - (R)-4-乙基辛烷（西班牙语：4-etiloctano），CAS号：？
  - (S)-4-乙基辛烷（西班牙语：4-etiloctano），CAS号：？

### 二甲基辛烷，26种
- 2,2-二甲基辛烷（西班牙语：2,2-dimetiloctano）（新癸烷），CAS号：15869-87-1
- 2,3-二甲基辛烷（西班牙语：2,3-dimetiloctano），混合CAS号：7146-60-3 
  - (3R)-2,3-二甲基辛烷（西班牙语：2,3-dimetiloctano），CAS号：？
  - (3S)-2,3-二甲基辛烷（西班牙语：2,3-dimetiloctano），CAS号：？
- 2,4-二甲基辛烷（西班牙语：2,4-dimetiloctano），混合CAS号：4032-94-4 
  - (4R)-2,4-二甲基辛烷（西班牙语：2,4-dimetiloctano），CAS号：？
  - (4S)-2,4-二甲基辛烷（西班牙语：2,4-dimetiloctano），CAS号：？
- 2,5-二甲基辛烷（西班牙语：2,5-dimetiloctano），混合CAS号：15869-89-3 
  - (5R)-2,5-二甲基辛烷（西班牙语：2,5-dimetiloctano），CAS号：？
  - (5S)-2,5-二甲基辛烷（西班牙语：2,5-dimetiloctano），CAS号：？
- 2,6-二甲基辛烷（西班牙语：2,6-dimetiloctano），混合CAS号：2051-30-1 
  - (6R)-2,6-二甲基辛烷（西班牙语：2,6-dimetiloctano），CAS号：？
  - (6S)-2,6-二甲基辛烷（西班牙语：2,6-dimetiloctano），CAS号：？
- 2,7-二甲基辛烷（西班牙语：2,7-dimetiloctano），CAS号：1072-16-8
- 3,3-二甲基辛烷（西班牙语：3,3-dimetiloctano），CAS号：4110-44-5
- 3,4-二甲基辛烷（西班牙语：3,4-dimetiloctano），混合CAS号：15869-92-8 
  - (3R,4R)-3,4-二甲基辛烷（西班牙语：3,4-dimetiloctano），CAS号：？
  - (3S,4S)-3,4-二甲基辛烷（西班牙语：3,4-dimetiloctano），CAS号：？
  - (3R,4S)-3,4-二甲基辛烷（西班牙语：3,4-dimetiloctano），CAS号：？
  - (3S,4R)-3,4-二甲基辛烷（西班牙语：3,4-dimetiloctano），CAS号：？
- 3,5-二甲基辛烷（西班牙语：3,5-dimetiloctano），混合CAS号：15869-93-9 
  - (3R,5R)-3,5-二甲基辛烷（西班牙语：3,5-dimetiloctano），CAS号：54829-12-8 
  - (3S,5S)-3,5-二甲基辛烷（西班牙语：3,5-dimetiloctano），CAS号：？
  - (3R,5S)-3,5-二甲基辛烷（西班牙语：3,5-dimetiloctano），CAS号：54829-11-7 
  - (3S,5R)-3,5-二甲基辛烷（西班牙语：3,5-dimetiloctano），CAS号：？
- 3,6-二甲基辛烷（西班牙语：3,6-dimetiloctano），混合CAS号：15869-94-0 
  - (3R,6R)-3,6-二甲基辛烷（西班牙语：3,6-dimetiloctano），CAS号：？
  - (3S,6S)-3,6-二甲基辛烷（西班牙语：3,6-dimetiloctano），CAS号：？
  - (3R,6S)-3,6-二甲基辛烷（西班牙语：3,6-dimetiloctano），CAS号：？（内消旋化合物）
- 4,4-二甲基辛烷（西班牙语：4,4-dimetiloctano），CAS号：15869-95-1
- 4,5-二甲基辛烷（西班牙语：4,5-dimetiloctano），混合CAS号：15869-96-2 
  - (4R,5R)-4,5-二甲基辛烷（西班牙语：4,5-dimetiloctano），CAS号：？
  - (4S,5S)-4,5-二甲基辛烷（西班牙语：4,5-dimetiloctano），CAS号：？
  - (4R,5S)-4,5-二甲基辛烷（西班牙语：4,5-dimetiloctano），CAS号：？（内消旋化合物）

## 主链为庚烷，共51种

### 丙基/异丙基庚烷，2种
- 4-丙基庚烷，CAS号：3178-29-8
- 4-(1-甲基乙基)庚烷（4-异丙基庚烷），CAS号：52896-87-4

### 三甲基庚烷，34种
- 2,2,3-三甲基庚烷（西班牙语：2,2,3-trimetilheptano），混合CAS号：52896-92-1 
  - (3R)-2,2,3-三甲基庚烷（西班牙语：2,2,3-trimetilheptano），CAS号：？
  - (3S)-2,2,3-三甲基庚烷（西班牙语：2,2,3-trimetilheptano），CAS号：？
- 2,2,4-三甲基庚烷（西班牙语：2,2,4-trimetilheptano），混合CAS号：14720-74-2 
  - (4R)-2,2,4-三甲基庚烷（西班牙语：2,2,4-trimetilheptano），CAS号：？
  - (4S)-2,2,4-三甲基庚烷（西班牙语：2,2,4-trimetilheptano），CAS号：？
- 2,2,5-三甲基庚烷（西班牙语：2,2,5-trimetilheptano），混合CAS号：20291-95-6 
  - (5R)-2,2,5-三甲基庚烷（西班牙语：2,2,5-trimetilheptano），CAS号：？
  - (5S)-2,2,5-三甲基庚烷（西班牙语：2,2,5-trimetilheptano），CAS号：？
- 2,2,6-三甲基庚烷（西班牙语：2,2,6-trimetilheptano），CAS号：1190-83-6
- 2,3,3-三甲基庚烷（西班牙语：2,3,3-trimetilheptano），CAS号：52896-93-2
- 2,3,4-三甲基庚烷（西班牙语：2,3,4-trimetilheptano），混合CAS号：52896-95-4 
  - (3R,4R)-2,3,4-三甲基庚烷（西班牙语：2,3,4-trimetilheptano），CAS号：？
  - (3S,4S)-2,3,4-三甲基庚烷（西班牙语：2,3,4-trimetilheptano），CAS号：？
  - (3R,4S)-2,3,4-三甲基庚烷（西班牙语：2,3,4-trimetilheptano），CAS号：？
  - (3S,4R)-2,3,4-三甲基庚烷（西班牙语：2,3,4-trimetilheptano），CAS号：？
- 2,3,5-三甲基庚烷（西班牙语：2,3,5-trimetilheptano），混合CAS号：？
  - (3R,5R)-2,3,5-三甲基庚烷（西班牙语：2,3,5-trimetilheptano），CAS号：？
  - (3S,5S)-2,3,5-三甲基庚烷（西班牙语：2,3,5-trimetilheptano），CAS号：？
  - (3R,5S)-2,3,5-三甲基庚烷（西班牙语：2,3,5-trimetilheptano），CAS号：？
  - (3S,5R)-2,3,5-三甲基庚烷（西班牙语：2,3,5-trimetilheptano），CAS号：？
- 2,3,6-三甲基庚烷（西班牙语：2,3,6-trimetilheptano），混合CAS号：4032-93-3 
  - (3R)-2,3,6-三甲基庚烷（西班牙语：2,3,6-trimetilheptano），CAS号：？
  - (3S)-2,3,6-三甲基庚烷（西班牙语：2,3,6-trimetilheptano），CAS号：？
- 2,4,4-三甲基庚烷（西班牙语：2,4,4-trimetilheptano），CAS号：4032-92-2
- 2,4,5-三甲基庚烷（西班牙语：2,4,5-trimetilheptano），混合CAS号：20278-84-6 
  - (4R,5R)-2,4,5-三甲基庚烷（西班牙语：2,4,5-trimetilheptano），CAS号：？
  - (4S,5S)-2,4,5-三甲基庚烷（西班牙语：2,4,5-trimetilheptano），CAS号：？
  - (4R,5S)-2,4,5-三甲基庚烷（西班牙语：2,4,5-trimetilheptano），CAS号：？
  - (4S,5R)-2,4,5-三甲基庚烷（西班牙语：2,4,5-trimetilheptano），CAS号：？
- 2,4,6-三甲基庚烷（西班牙语：2,4,6-trimetilheptano），CAS号：2613-61-8
- 2,5,5-三甲基庚烷，CAS号：1189-99-7
- 3,3,4-三甲基庚烷（西班牙语：3,3,4-trimetilheptano），混合CAS号：20278-87-9 
  - (4R)-3,3,4-三甲基庚烷（西班牙语：3,3,4-trimetilheptano），CAS号：？
  - (4S)-3,3,4-三甲基庚烷（西班牙语：3,3,4-trimetilheptano），CAS号：？
- 3,3,5-三甲基庚烷（西班牙语：3,3,5-trimetilheptano），混合CAS号：7154-80-5 
  - (5R)-3,3,5-三甲基庚烷（西班牙语：3,3,5-trimetilheptano），CAS号：？
  - (5S)-3,3,5-三甲基庚烷（西班牙语：3,3,5-trimetilheptano），CAS号：？
- 3,4,4-三甲基庚烷（西班牙语：3,4,4-trimetilheptano），混合CAS号：20278-88-0 
  - (3R)-3,4,4-三甲基庚烷（西班牙语：3,4,4-trimetilheptano），CAS号：？
  - (3S)-3,4,4-三甲基庚烷（西班牙语：3,4,4-trimetilheptano），CAS号：？
- 3,4,5-三甲基庚烷（西班牙语：3,4,5-trimetilheptano），混合CAS号：20278-89-1 
  - (3R,5R)-3,4,5-三甲基庚烷（西班牙语：3,4,5-trimetilheptano），CAS号：？
  - (3S,5S)-3,4,5-三甲基庚烷（西班牙语：3,4,5-trimetilheptano），CAS号：？
  - (3R,5S)-3,4,5-三甲基庚烷（西班牙语：3,4,5-trimetilheptano），CAS号：？（内消旋化合物）

### 甲基乙基庚烷，15种
- 2-甲基-3-乙基庚烷，混合CAS号：14676-29-0 
  - (3R)-2-甲基-3-乙基庚烷，CAS号：？
  - (3S)-2-甲基-3-乙基庚烷，CAS号：？
- 2-甲基-4-乙基庚烷，混合CAS号：52896-88-5 
  - (3R)-2-甲基-3-乙基庚烷，CAS号：？
  - (3S)-2-甲基-3-乙基庚烷，CAS号：？
- 2-甲基-5-乙基庚烷，CAS号：13475-78-0
- 3-甲基-3-乙基庚烷，CAS号：17302-01-1
- 3-甲基-4-乙基庚烷，混合CAS号：52896-89-6 
  - (3R,4R)-3-甲基-4-乙基庚烷，CAS号：？
  - (3S,4S)-3-甲基-4-乙基庚烷，CAS号：？
  - (3R,4S)-3-甲基-4-乙基庚烷，CAS号：？
  - (3S,4R)-3-甲基-4-乙基庚烷，CAS号：？
- 3-甲基-5-乙基庚烷 混合CAS号：52896-90-9 
  - (3R)-2-甲基-3-乙基庚烷，CAS号：？
  - (3S)-2-甲基-3-乙基庚烷，CAS号：59082-42-7
- 4-甲基-3-乙基庚烷 混合CAS号：52896-91-0 
  - (4R)-4-甲基-3-乙基庚烷，CAS号：？
  - (4S)-4-甲基-3-乙基庚烷，CAS号：？
- 4-甲基-4-乙基庚烷，CAS号：？

## 主链为己烷，共41种

### 甲基异丙基己烷，1种
- 2-甲基-3-(1-甲基乙基)己烷（2-甲基-3-异丙基己烷），CAS号：？

### 二乙基己烷，3种
- 3,3-二乙基己烷，CAS号：17302-02-2
- 3,4-二乙基己烷，混合CAS号：19398-77-7 
  - (4R)-3,4-二乙基己烷，CAS号：？
  - (4S)-3,4-二乙基己烷，CAS号：？

### 二甲基乙基己烷，17种
- 2,2-二甲基-3-乙基己烷，混合CAS号：？
  - (3R)-2,2-二甲基-3-乙基己烷，CAS号：？
  - (3S)-2,2-二甲基-3-乙基己烷，CAS号：？
- 2,2-二甲基-4-乙基己烷，CAS号：？
- 2,3-二甲基-3-乙基己烷，混合CAS号：？
  - (3R)-2,3-二甲基-3-乙基己烷，CAS号：？
  - (3S)-2,3-二甲基-3-乙基己烷，CAS号：？
- 2,3-二甲基-4-乙基己烷 混合CAS号：？
  - (3R)-2,3-二甲基-4-乙基己烷，CAS号：？
  - (3S)-2,3-二甲基-4-乙基己烷，CAS号：？
- 2,4-二甲基-3-乙基己烷，混合CAS号：？
  - (3R,4R)-2,4-二甲基-3-乙基己烷，CAS号：？
  - (3S,4S)-2,4-二甲基-3-乙基己烷，CAS号：？
  - (3R,4S)-2,4-二甲基-3-乙基己烷，CAS号：？
  - (3S,4R)-2,4-二甲基-3-乙基己烷，CAS号：？
- 2,4-二甲基-4-乙基己烷，CAS号：？
- 2,5-二甲基-3-乙基己烷，混合CAS号：？
  - (3R)-2,5-二甲基-3-乙基己烷，CAS号：？
  - (3S)-2,5-二甲基-3-乙基己烷，CAS号：？
- 3,3-二甲基-4-乙基己烷，CAS号：？
- 3,4-二甲基-3-乙基己烷，混合CAS号：？
  - (4R)-3,4-二甲基-3-乙基己烷，CAS号：？
  - (4S)-3,4-二甲基-3-乙基己烷，CAS号：？

### 四甲基己烷，20种
- 2,2,3,3-四甲基己烷，CAS号：13475-81-5
- 2,2,3,4-四甲基己烷，混合CAS号：52897-08-2 
  - (3R,4R)-2,2,3,4-四甲基己烷，CAS号：？
  - (3S,4S)-2,2,3,4-四甲基己烷，CAS号：？
  - (3R,4S)-2,2,3,4-四甲基己烷，CAS号：？
  - (3S,4R)-2,2,3,4-四甲基己烷，CAS号：？
- 2,2,3,5-四甲基己烷，混合CAS号：52897-09-3 
  - (3R)-2,2,3,5-四甲基己烷，CAS号：？
  - (3S)-2,2,3,5-四甲基己烷，CAS号：？
- 2,2,4,4-四甲基己烷，CAS号：？
- 2,2,4,5-四甲基己烷，混合CAS号：16747-42-5 
  - (4R)-2,2,4,5-四甲基己烷，CAS号：？
  - (4S)-2,2,4,5-四甲基己烷，CAS号：？
- 2,2,5,5-四甲基己烷，CAS号：1071-81-4
- 2,3,3,4-四甲基己烷 混合CAS号：52897-10-6 
  - (4R)-2,3,3,4-四甲基己烷，CAS号：？
  - (4S)-2,3,3,4-四甲基己烷，CAS号：？
- 2,3,3,5-四甲基己烷，CAS号：52897-11-7
- 2,3,4,4-四甲基己烷，混合CAS号：52897-12-8 
  - (3R)-2,3,4,4-四甲基己烷，CAS号：？
  - (3S)-2,3,4,4-四甲基己烷，CAS号：？
- 2,3,4,5-四甲基己烷，混合CAS号：52897-15-1 
  - (3R,4R)-2,3,4,5-四甲基己烷，CAS号：？
  - (3S,4S)-2,3,4,5-四甲基己烷，CAS号：？
  - (3R,4S)-2,3,4,5-四甲基己烷，CAS号：？（内消旋化合物）
- 3,3,4,4-四甲基己烷，CAS号：？

## 主链为戊烷，8种
- 2,4-二甲基-3-(1-甲基乙基)戊烷（2,4-二甲基-3-异丙基戊烷），CAS号：13475-79-1
- 2-甲基-3,3-二乙基戊烷，CAS号：？
- 2,2,3-三甲基-3-乙基戊烷，CAS号：52897-17-3
- 2,2,4-三甲基-3-乙基戊烷，混合CAS号：52897-18-4 
  - (3R)-2,2,4-三甲基-3-乙基戊烷，CAS号：？
  - (3S)-2,2,4-三甲基-3-乙基戊烷，CAS号：？
- 2,3,4-三甲基-3-乙基戊烷，CAS号：52897-19-5
- 2,2,3,3,4-五甲基戊烷，CAS号：16747-44-7
- 2,2,3,4,4-五甲基戊烷，CAS号：16747-45-8

|  | 这个同类索引页列出了具有相同分子式的化学物（即同分異構體）条目。 除非您是有意链接至本页，否则应将相应条目的内部链接指向正确的条目。 |